# Stoomcarrousel
Le Stoomcarrousel (Carrousel à vapeur) est un carrousel situé dans le parc à thèmes Efteling, aux Pays-Bas. 

## Histoire

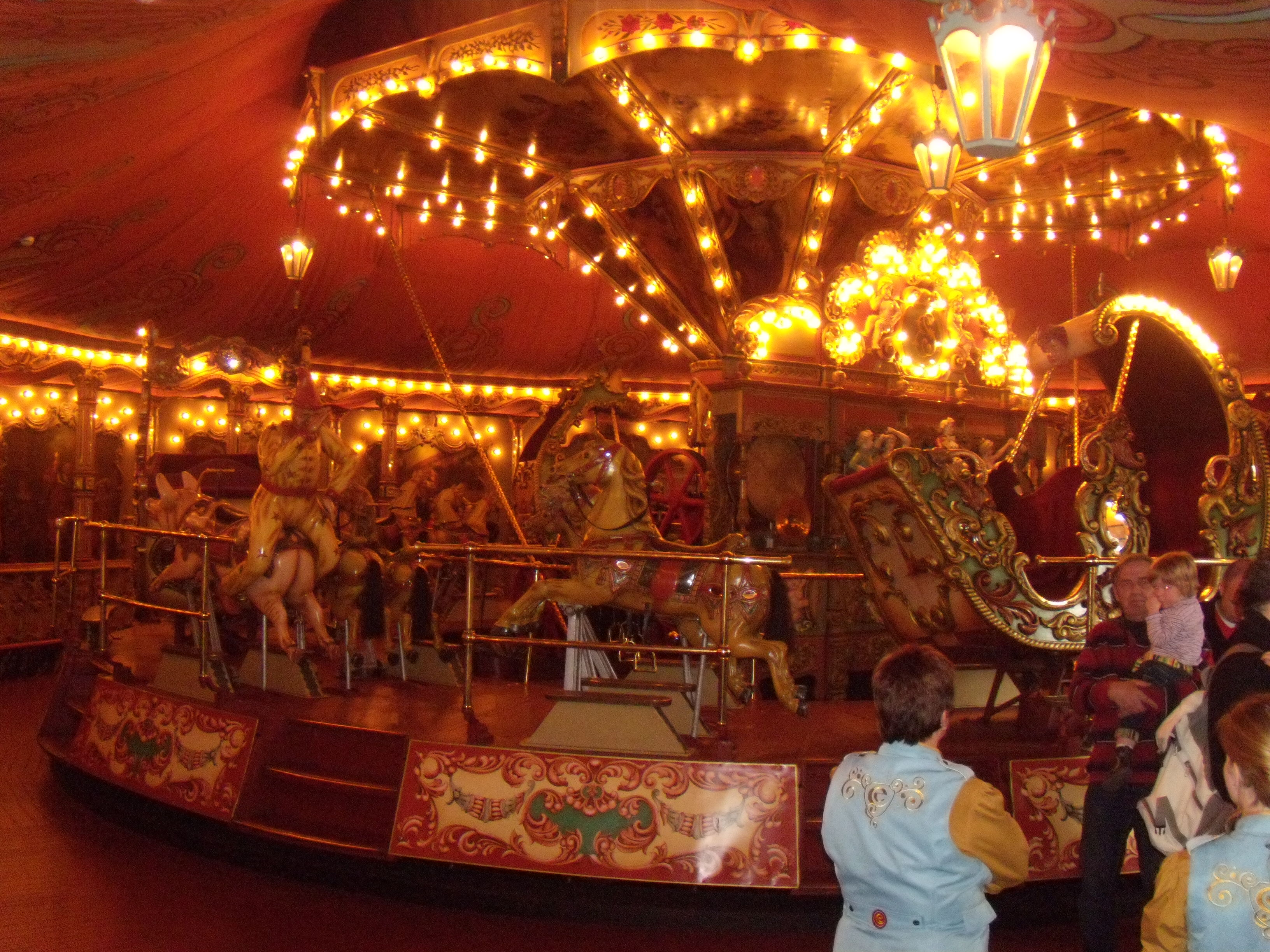
Le carrousel

Datant de 1895, le carrousel indoor appartenait à Hendrik Janvier (1868-1932), qui l'utilisait dans différentes fêtes foraines sous le nom "Janvier's Stoomcaroussel". 
Hendrik Janvier, considéré comme le père fondateur du "salon carrousel" (carrousel en intérieur), vendit le carrousel en raison des coûts élevés et de la baisse des revenus. La construction du bâtiment prit quatre jours et le transport a été assuré par un train de vingt-cinq wagons.
Il fut acheté par Efteling en 1952 et mis en service à partir du 11 mai 1956. Le carrousel a été construit dans le bâtiment Carrouselpaleis.
En 1956, le manège était la seule attraction de cet espace mais il fut rejoint en 1966 par le Waterorgel (Orgue Hydraulique), en 1971 par le Diorama et en 1972 par le Victorian Theater. Avant l'avènement de ces additions, le bâtiment était nommé De Efteling Stoomcarrousel (le carrousel à vapeur Efteling).
Une légende veut que Anton Pieck, l'un des principaux créatifs du parc, ait insisté pour cet achat, l'ayant lui-même chevauchée pendant son enfance à Haarlem.

## L'attraction

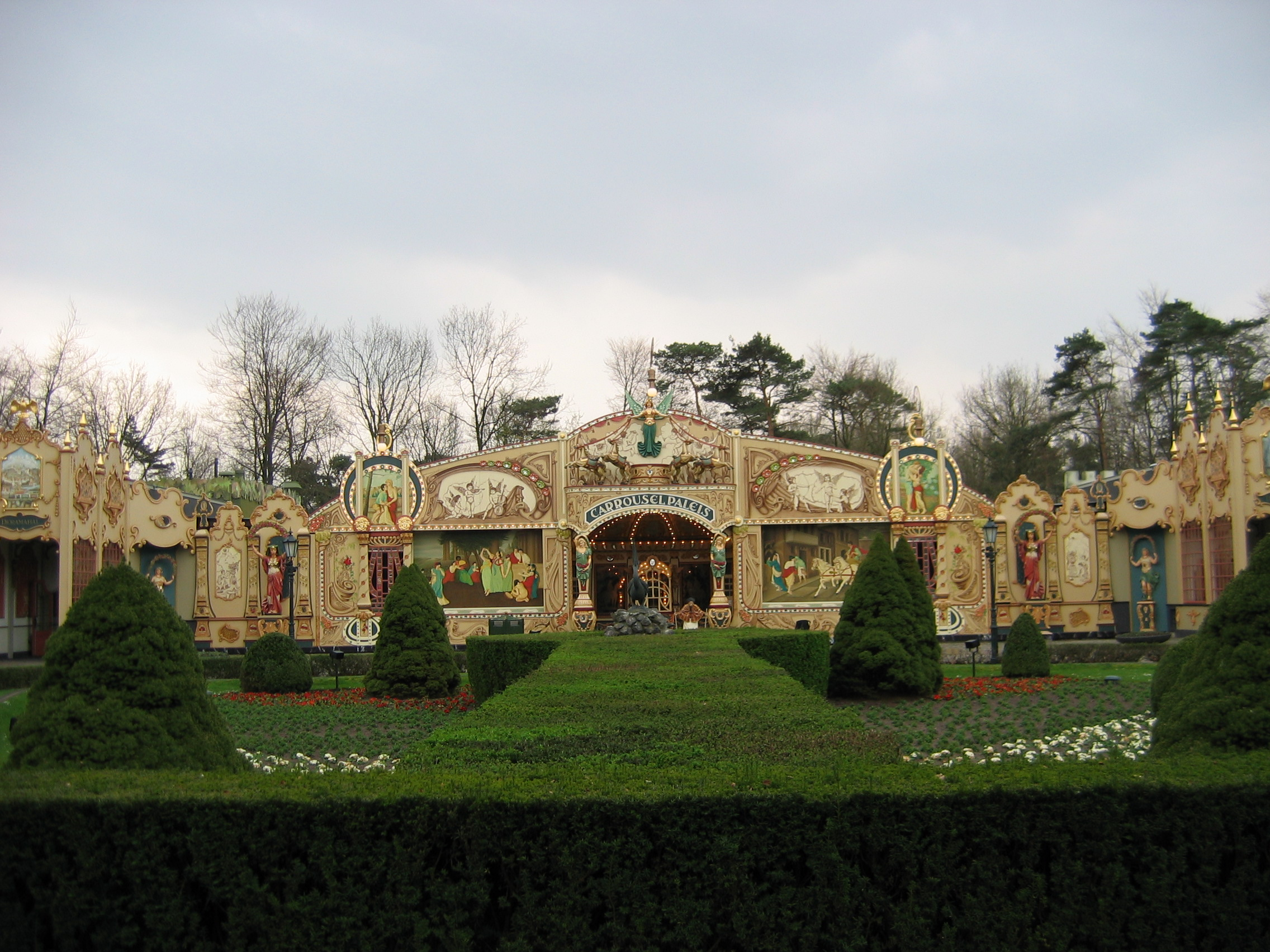
Façade du bâtiment

Bien que le mécanisme soit visible, le carrousel fut actionné par le système à vapeur jusqu'aux années 1970. Il est à présent alimenté électriquement. Les sièges prennent la forme d'animaux mais en plus des traditionnels chevaux, on retrouve aussi des cochons avec, en guise de dossier, des clowns assis à l'envers sur leur dos et des carrosses.
La durée d'un tour est d'environ deux minutes et la capacité de l'attraction est de 750 visiteurs par heure.
Le carrousel est équipé d'un orgue Gavioli d'origine (1985). C'est l'un des cinq derniers au monde en fonctionnement.
Un bar se situe dans le salon jouxtant le carrousel. Les alentours de ces carrousels étaient normalement utilisés pour le divertissement, pour manger et danser dans les temps passés.